# Питсфорд (Мичиган)
Питсфорд (англ. Pittsford) — невключённая территория и статистически обособленная местность (CDP), расположенная в округе Хилсдейл, штат Мичиган . По данным переписи 2020 года, население CDP составляло 553 человека. Сообщество расположено вдоль трассы М-34, на границе между тауншипом Джефферсон на западе и тауншипом Питсфорд на востоке.
Как некорпоративное сообщество, Питсфорд не имеет юридической автономии, но имеет собственное почтовое отделение, которое обслуживает почтовый индекс 49271  .

## История
Позже на месте поселения появилась станция на железной дороге Lake Shore and Michigan Southern Railway. В переписи населения 2020 года Питсфорд был впервые указан как территория, подлежащая переписи, и включён исключительно в статистических целях. Питсфорд остаётся неинкорпорированным сообществом без юридической автономии.